# Smålandsstenar
Smålandsstenar – miejscowość (tätort) w Szwecji, w regionie administracyjnym (län) Jönköping, w gminie Gislaved.
Według danych Szwedzkiego Urzędu Statystycznego liczba ludności wyniosła: 4564 (31 grudnia 2015), 4650 (31 grudnia 2018) i 4637 (31 grudnia 2019).

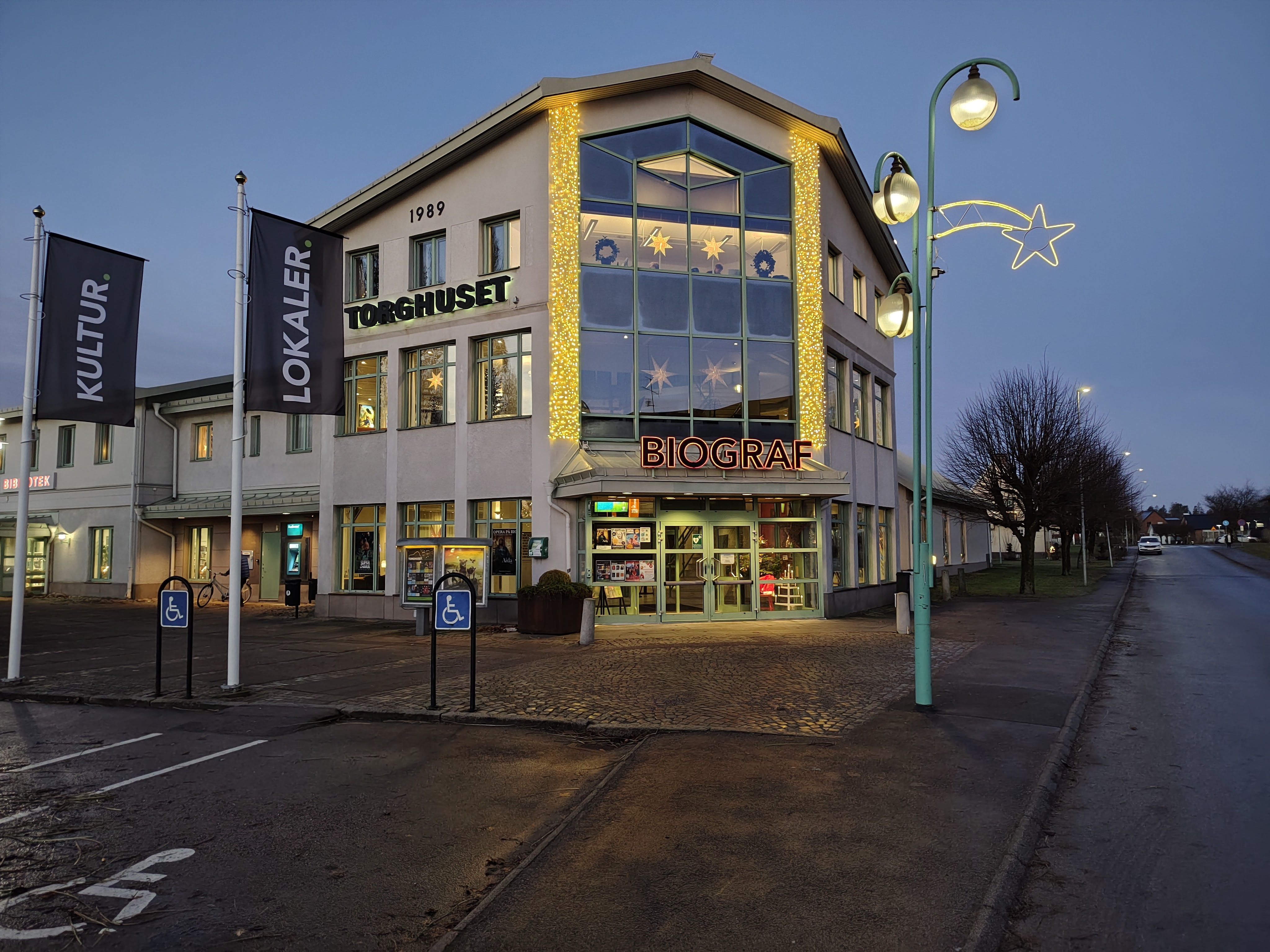
Kino w Smålandsstenar